# ヤンヤン (NCT)
ヤンヤン（韓：양양、簡：扬扬、2000年10月10日 - ）は台湾人の歌手。本名は劉揚揚（リウ・ヤンヤン、りゅう ようよう、韓：류양양、簡：刘扬扬）。男性アイドルグループ・NCTのメンバー。SMエンタテインメント所属。2019年1月、中国ユニット・WayVでデビュー。ポジションはラッパー。WayVの最年少メンバーである。

## 生い立ち
2000年10月10日、台湾人の両親の間に生まれる。出生地は台湾だが、11歳から16歳までドイツのデュッセルドルフに母親と姉とともに住んでいた。ノイスにあるISRインターナショナルスクール・オン・ザ・ラインに通っていた。
ドイツでEXOの「Wolf（늑대와 미녀、オオカミと美女）」のステージを見たことがきっかけで、2016年2月、SMエンタテインメントのグローバルオーディションを受けた。オーディションではエミネム「Lose Yourself」を歌った。
練習生期間は3年であった。

## 来歴

### SMルーキーズとして

#### 2018年
7月17日、SMルーキーズとして公開された。
9月15日、紹介映像の「Re-born」が公開された。
12月31日、NCTの中国ユニット・WayVのデビューメンバーとして公開された。

### WayVデビュー

#### 2019年
2019年1月17日、所属ユニットWayVがファーストデジタルアルバム『The Vision』で中国デビュー。
4月19日、ルーカスとヘンドリーと踊ったポスト・マローン「Wow」のフリースタイルダンスパフォーマンス動画を公開。

#### 2020年
2月19日発売、IMLAYの「Asteroid」にフィーチャリングで参加。
5月27日、Christopher「My Heart」のダンスパフォーマンス動画を公開。
5月29日、ラップパフォーマンス動画の「LEONIDAS」を公開。
11月23日、NCT Uとして参加した「90's Love」のミュージックビデオが公開された。

#### 2021年
2月17日、ニューヨーク・ファッション・ウィークの「コンセプト・コリア」プログラムにデジタルランウェイを通じて参加した。
8月17日、WayV内のユニットとして結成されたWayV-TEN&YANGYANGがシングル「Low Low」を発売した。
12月10日、NCT Uとして参加した「Universe (Let's Play Ball)」のミュージックビデオが公開された。
12月27日発売、ウィンターアルバム『2021 Winter SMTOWN : SMCU EXPRESS』の収録曲「ZOO」に参加した。

#### 2022年
7月19日、NCT Uとして参加した「Rain Day」が公開された。

#### 2024年
1月11日、NCT Uとして参加した「NCT ZONE」サウンドトラック「Do It (Let's Play)」が公開された。

#### 2025年
2月14日、SMエンタテインメント創立30周年記念アルバム『2025 SMTOWN : THE CULTURE, THE FUTURE』タイトル曲「Thank You」に参加した。

## 人物

### 性格・ニックネーム
血液型はO型。てんびん座。子どもの頃の夢はカーレーサー。
ニックネームは「羊羊（ヤンヤン）」、「子羊（ズーヤン）」。ヤンヤンを表す絵文字には動物の「羊」が使われている。
ドイツ語、中国語、英語、朝鮮語、スペイン語を話すことができる。第一言語は中国語だが、筆記では文字を書く際、漢字がすぐに出てこない。非母語では英語が得意。
明るくおしゃべりな性格で、早口である。

### 趣味・嗜好
趣味は靴を集めること、サッカーやバスケットボールの試合を見ること。スケジュールの際は服に合わせた靴を3足持って行く。
好きなアーティストは五月天、トラヴィス・スコット、アリアナ・グランデ、エイサップ・ロッキー、ケンドリック・ラマー、J. コール。五月天の楽曲のなかで好きな曲は「忘詞」と「倔強」。
好きな食べ物はアイスクリーム。
好きなファッションデザイナーはデムナ・ヴァザリア、ヴァージル・アブロー。好きなスポーツはバスケットボール。SNSでよく調べるものはNBAとファッションニュース。

### ペット・仮装
ラグドールを飼っており、名前は「ココ」。
2020年10月のウィンウィンの誕生日会ではアリエルの仮装を披露した。
2021年のSMエンタのハロウィンパーティでは『東京喰種トーキョーグール』より金木研の仮装を披露したところ、作者の石田スイがヤンヤンのイラストを公開した。

## 参加作品

### NCT U
| 公開日 | 公開日   | タイトル                   | 収録アルバム             | ミュージックビデオ         |
| ------ | -------- | -------------------------- | ------------------------ | -------------------------- |
| 2020年 | 10月12日 | Misfit                     | NCT 2020 Resonance Pt. 1 | -                          |
| 2020年 | 11月23日 | 90's Love                  | NCT 2020 Resonance Pt. 2 | 90's Love                  |
| 2020年 | 11月23日 | I.O.U                      | NCT 2020 Resonance Pt. 2 | -                          |
| 2021年 | 12月14日 | New Axis                   | Universe                 | -                          |
| 2021年 | 12月14日 | Universe (Let's Play Ball) | Universe                 | Universe (Let's Play Ball) |
| 2021年 | 12月14日 | OK!                        | Universe                 | -                          |
| 2021年 | 12月14日 | Know Now                   | Universe                 | -                          |
| 2022年 | 7月19日  | Rain Day                   | -                        | Rain Day                   |
| 2023年 | 8月28日  | Kangaroo                   | Golden Age               | -                          |
| 2023年 | 8月28日  | Alley Oop                  | Golden Age               | -                          |
| 2023年 | 8月28日  | That's Not Fair            | Golden Age               | -                          |
| 2024年 | 1月11日  | Do It (Let's Play)         | -                        | -                          |

### WayV-TEN&YANGYANG
- 「Low Low」（2021年） - ミュージックビデオ - YouTube

### コラボレーション
- 「ZOO」（2021年、テヨン、ジェノ、ヘンドリー、ヤンヤン、ジゼル）[20]
- 「Thank You」- カンタ、BoA、ユンホ、チャンミン、イトゥク、リョウク、テヨン、ヒョヨン、キー、ミンホ、スホ、チャンヨル、スルギ、ジョイ、ドヨン、テン、マーク、ジェノ、ヘチャン、ヤンヤン、カリナ、ウィンター、ウォンビン、ソヒ、シオン、ユウシ（2025年）

### フィーチャリング
- 「Asteroid」（2020年、IMLAY） - ミュージックビデオ - YouTube

### パフォーマンス映像・カバー
- ポスト・マローン「Wow」（2019年4月19日、ルーカス・ヘンドリーと）[12]
- Christopher「My Heart」（2020年5月27日）[14]
- 「LEONIDAS」（2020年5月29日）[15]
- ショーン・メンデス「Look Up At The Stars」（2022年9月4日）[29]

## 出演

### テレビ番組
- MBC『우리 식구됐어요（私たち家族になりました）』（2021年12月6日）
- 『Food Truck Battle2』（2022年10月2日）
- SBS M『THE SHOW』（2024年7月9日） - スペシャルMC[30]

### ラジオ番組
- TBS eFM『乐动首尔』（2022年3月12日）

### スペシャルステージ
- ヒョヨン「Dessert」 - 「SMTOWN LIVE 2022」ヒョヨンと（2022年1月1日）[31]
- IMLAY「Asteroid」-「SMTOWN LIVE 2022」（2022年1月1日）
- IMLAY「Asteroid」-「SMTOWN LIVE 2022 : SMCU EXPRESS ＠HUMAN CITY_SUWON」（2022年8月20日）
- ヒョヨン「Dessert」 - 「SMTOWN LIVE 2024 SMCU PALACE @TOKYO」ヒョヨンと（2024年2月）[32]
- ヒョヨン「Dessert」 - 「SMTOWN LIVE 2025」ヒョヨン・ジゼル（aespa）と（2025年1月）

### イベント
| 年   | イベント名                           | 開催日  | 開催場所                           | 参考   |
| ---- | ------------------------------------ | ------- | ---------------------------------- | ------ |
| 2021 | ニューヨーク・ファッション・ウィーク | 2月17日 | オンライン開催                     | [ 16 ] |
| 2025 | ディオール・アディクト・ファクトリー | 3月27日 | 東京ミッドタウン（六本木）芝生広場 | [ 33 ] |